# استاتسدون
استاتسدون (به انگلیسی: Stottesdon) یک روستا و محله مدنی در بریتانیا است که در Shropshire واقع شده‌است. استاتسدون ۷۸۲ نفر جمعیت دارد.